# Chicha de jora
La chicha de jora (en lengua quechua Aqha y en lengua kichwa Aswa) es una bebida fermentada oriunda de Perú, particularmente difundida en Bolivia y Ecuador. Presenta diversas variedades según la región, pero su preparación se compone principalmente de la «jora», es decir, maíz malteado. Es elaborada desde la época preincaica siendo una bebida sagrada utilizada en actos ceremoniales y fiestas de todas las culturas prehispánicas de la zona central andina.
Si bien técnicamente es una cerveza artesanal de maíz, debido a que para su preparación se requiere maltear el grano, para posteriormente ser fermentado, el grado alcohólico de la misma varía de acuerdo con la región y al «chichero» (nombre popular que se le da a las personas que la elaboran).

## Historia
En la época del Incanato, según cuenta la tradición, durante el mandato de Túpac Yupanqui las lluvias deterioraron los silos donde se almacenaba maíz por lo que los granos se fermentaron y derivaron en malta de maíz. Para ahorrar maíz podrido, se ordenó el reparto de esta malta para aprovecharla en forma de mote (maíz cocido en agua), pero finalmente la terminaron desechando. Pero un poblador que rebuscaba entre la basura debido al hambre consumió de la malta terminando sumido en la embriaguez.
Fue la bebida favorita de la nobleza inca además de utilizarse en rituales ceremoniales. Durante el Inti Raymi el inca brindaba con chicha de jora en honor al Sol (Inti). También era costumbre dejar un recipiente con esta bebida en la tumba de un familiar fallecido u ofrecerla como pago a la Pachamama o Tinka para tener una buena cosecha.
En la actualidad la chicha de jora se consume principalmente en zonas rurales del norte y la sierra del Perú, incluso ciudades como Lambayeque o Cajamarca aún mantienen su tradicional elaboración a base de maíz gigante blanco que solo crecen en la sierra de la región. La presentación de la bebida a los comensales se hace en vasijas ornamentales fabricadas de calabazas secas pintadas y talladas denominadas «potos» o «cojuditos» según su tamaño respectivamente.

## Preparación

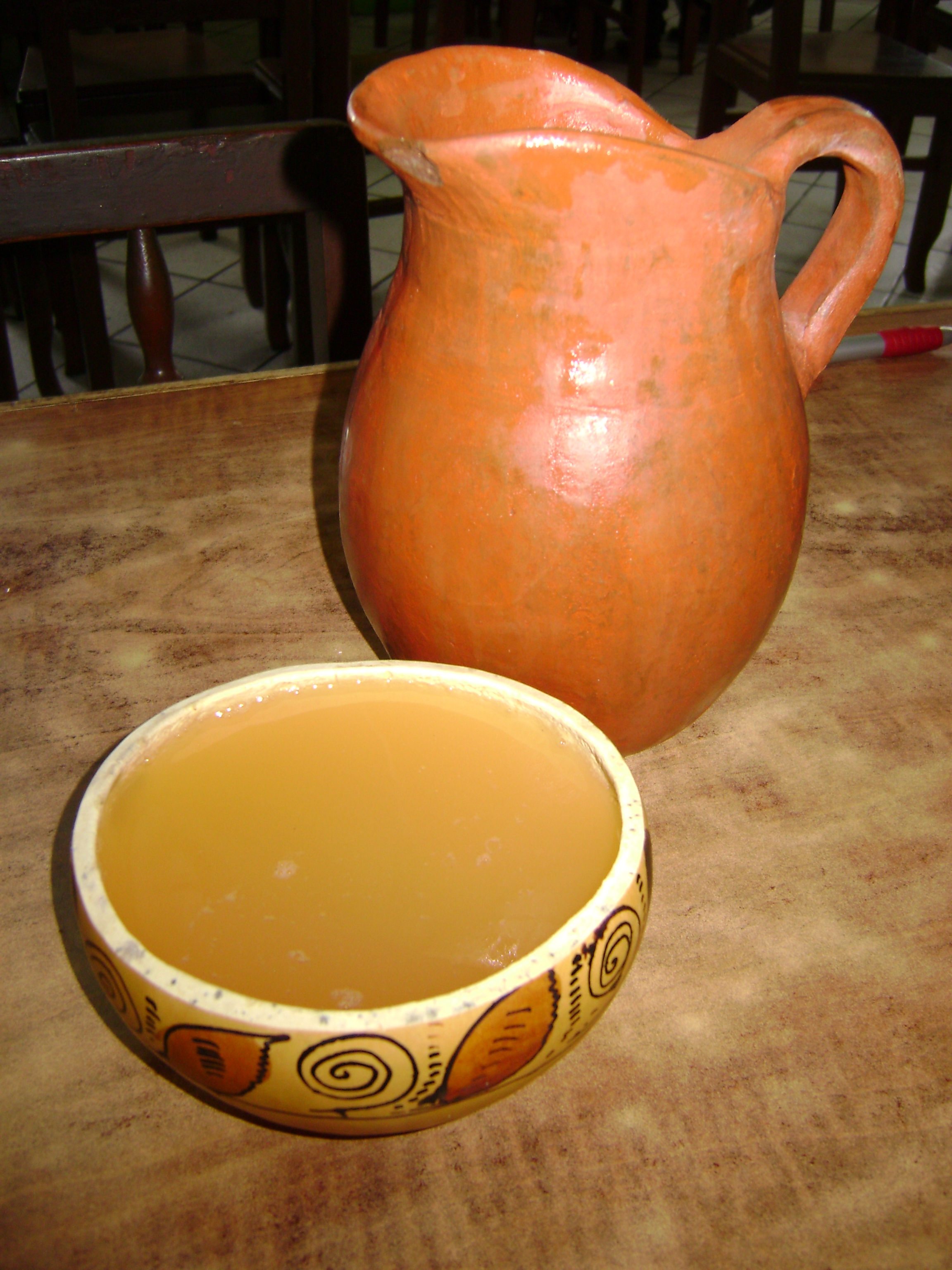
Jarra de clarito (chicha más suave) servida en un cuenco denominado poto (Catacaos, Perú).

La preparación de la chicha de jora puede variar en cada región. La siguiente es una de éstas. Primero es necesario obtener la harina de jora. Este es un procedimiento que lleva aproximadamente un mes y se asemeja a las fases lunares, pues cada etapa lleva aproximadamente siete días. Una vez que se ha obtenido el maíz, que puede ser amarillo o blanco, se procede a remojarlo y se le coloca una especie de cama hecha con hojas de “Jorapanka”. Ésta es una planta que se encuentra en las partes más profundas de las quebradas en Perú y cuyo sabor van a absorben las semillas del maíz.
Se le deja reposar por alrededor de siete días, cubierto con las hojas. Este procedimiento ayuda a que el grano germine, Luego, los maíces germinados se los pone a secar bajo el sol, por alrededor de una semana. Una vez seco, se muele y se obtiene la harina de jora. 
Con esta harina se hace la preparación de la bebida como una colada tradicional y para que adquiera su sabor especial, se la cocina en leña. 
Primero se hierve todo tipo de hierbas dulces, mientras la harina se remoja en agua fría. Una vez que se ha conseguido la esencia de las hierbas, se las retira de la olla y se vierte la harina. Se debe dejar hervir moviendo constantemente para que la harina no se acumule en el fondo de la olla. Si el maíz no fue lo suficientemente dulce se incluye en la preparación chancaca.
Una vez que la bebida esta cocida, empieza el procedimiento del chichado. Con la ayuda de un cedazo se cuela la chicha en una vasija que originalmente era de barro, cuya base se enterraba. El número de días de reposo dependerá del grado de fermentación que se requiera. Para las festividades se deja madurar de tres a siete días.